# Cleistanthus itsoghensis
Cleistanthus itsoghensis là một loài thực vật có hoa trong họ Diệp hạ châu. Loài này được Pellegr. mô tả khoa học đầu tiên năm 1928.